# SS Mount Temple
El SS Mount Temple fue un barco de carga y pasajeros canadiense encargado en 1901 para la Elder Dempster Beaver Line. En 1903, el buque pasó a ser propiedad de la Canadian Pacific Line cuando dicha naviera compró la Elder Dempster Beaver Line. Luego, la nueva empresa propietaria lo utilizó entre Quebec y Liverpool. En 1907 encalló frente a la costa de Nueva Escocia y no fue puesto a flote hasta el año siguiente. El 15 de abril de 1912 se encontraba cerca del lugar del hundimiento del Titanic, pero un campo de hielo le impidió acudir a tiempo en ayuda del transatlántico que se hundía.
El 6 de diciembre de 1916, en plena Primera Guerra Mundial, el Mount Temple cruzaba el Atlántico Norte hacia Brest y luego Gran Bretaña cuando fue atacado por el crucero auxiliar alemán Möwe. En la batalla que siguió murieron cuatro marineros, y el barco fue capturado y hundido. A bordo se encontraban una gran cantidad de huesos de dinosaurio que se hundieron con él. Sus restos están a demasiada profundidad para ser explorados.

## Historia

### Construcción y comienzos de su carrera
El Mount Temple fue construido en el astillero Armstrong Whitworth en Walker-on-Tyne, Inglaterra. Toma su nombre de William Francis Cowper-Temple, primer barón de Mount Temple y político británico. Botado el 18 de junio de 1901, el barco tenía un tonelaje de 8.790 toneladas brutas, una eslora de 147 metros y una manga de casi 18 metros y contaba con un barco gemelo, el Moctezuma. El Mount Temple hizo su viaje inaugural el 19 de septiembre de 1901 para la naviera Elder Dempster Beaver Line hasta Nueva Orleans. Posteriormente, realizó dos viajes a Ciudad del Cabo durante la segunda guerra bóer.
En 1903, la empresa propietaria fue comprada por la Canadian Pacific Line, junto con sus barcos. El Mount Temple fue entonces asignado a la línea Montreal-Liverpool y disfrutó de cuatro años de servicio en paz. El 1 de diciembre de 1907 encalló en la costa de Nueva Escocia, y no fue hasta el año siguiente que fue reflotado.

### Naufragio del Titanic
En la tarde del 14 de abril de 1912, el Mount Temple, comandado por el capitán James Henry Moore, estaba en el Atlántico Norte rumbo al oeste. Durante la noche, su operador de radio captó las señales de socorro del Titanic, que se hundía tras chocar contra un iceberg. 
A pesar de ser el barco más cercano que captó la señal de socorro, a 49 millas, no podía llegar a tiempo al lugar de la tragedia. De hecho, los dos buques estaban separados por un grueso banco de hielo en el mar. Sin embargo, el Mount Temple se apresuró a ir hasta el lugar donde estaba el barco que se hundía y se estimó que podía llegar allí alrededor de las 4:00 a. m. El Titanic se hundió a las 2:20 a. m. Alrededor de las 4 a. m., el barco llegó al lugar del hundimiento, poco después del Carpathia. Después se les unió el Californian.

### Hundimiento del Mount Temple
El Mount Temple continuó su servicio en el océano Atlántico. Cuando estalló la Primera Guerra Mundial, el buque se utilizó como transporte de tropas, antes de volver al servicio comercial. Se instaló un cañón de 75 mm en su popa. El 3 de diciembre de 1916, el barco partió de Montreal al mando de Alfred Henry Sargent con 710 caballos y diversos bienes a bordo. La carga principal eran 22 cajas de fósiles de dinosaurios con destino al Reino Unido.
El 6 de diciembre de 1916 fue atacado por el SMS Möwe, un crucero auxiliar alemán. El ataque se cobró cuatro víctimas. El Mount Temple fue capturado y hundido, y su tripulación fue hecha prisionera y llevada a Alemania. El buque gemelo del Mount Temple, el Moctezuma, fue torpedeado en 1917.
Los restos del Mount Temple no han sido localizados. Según estimaciones, el pecio se encontraría a más de 4.300 metros de profundidad.